# Прусий I
Прусий I (на старогръцки: Προυσίας Α' ὁ Χωλός; на латински: Prusias I Cholus („Куция“), † 182 пр.н.е.) е владетел на Витиния от 228 пр.н.е. до смъртта си 182 пр.н.е.

## Произход и управление
Той е син на цар Зиелас (Ziaelas, упр. ок. 254 – 228 пр.н.е.) и внук на цар Никомед I († 255 пр.н.е.) и на втората му съпруга Етазета. През 228 пр.н.е. баща му е убит от галатските келти и той го последва на трона.
Прусий I се жени за Апама III (* 250 пр.н.е.), дъщеря на цар Деметрий II Етолик от Македония от династията на Антигонидите и на съпругата му Стратоника II от Селевкидите. Той сключва съюз с Филип V Македонски. Прусий I и Апама III имат син, Прусий II († 149 пр.н.е.), който се жени за братовчедката си Апама IV, дъщеря на Филип V Македонски.
Прусий се бие през 220 пр.н.е. във война против град Византион и след това побеждава галатите, които са докарани в страната от Никомед I. Той разширява територията на Витиния чрез войни против Атал I от Пергамон и против Хераклея Понтика на Черно море.
Филип V му дава през 202 пр.н.е. пристанищата Кирос и Мирлея, които той преименува на Прусиас ад Хипиум и Апамея Мирлея.
Прусий дава политическо убежище на Ханибал, който се бие за него против Аталидите, но впоследствие именно той го издава и предава на римляните, в резултат от което картагенският генерал и политик се самоубива. Преди това Прусий I остава неутрален през войната между Римската република и Антиох III, при когото Ханибал първоначално търси политическо убежище.
Прусий I е последван на трона през 182 пр.н.е. от синът му Прусий II.